# Leotiales

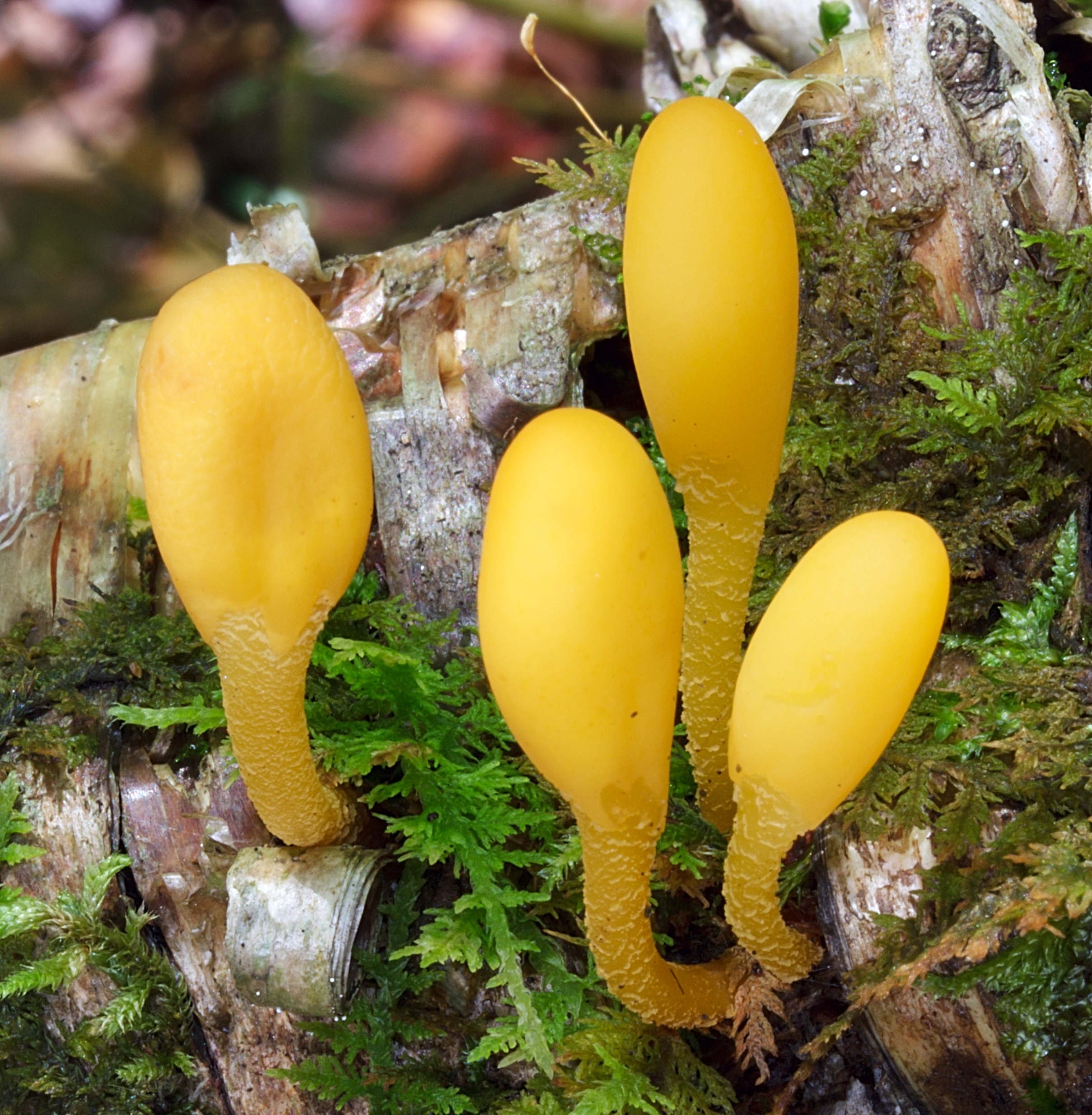
Microglossum rufum

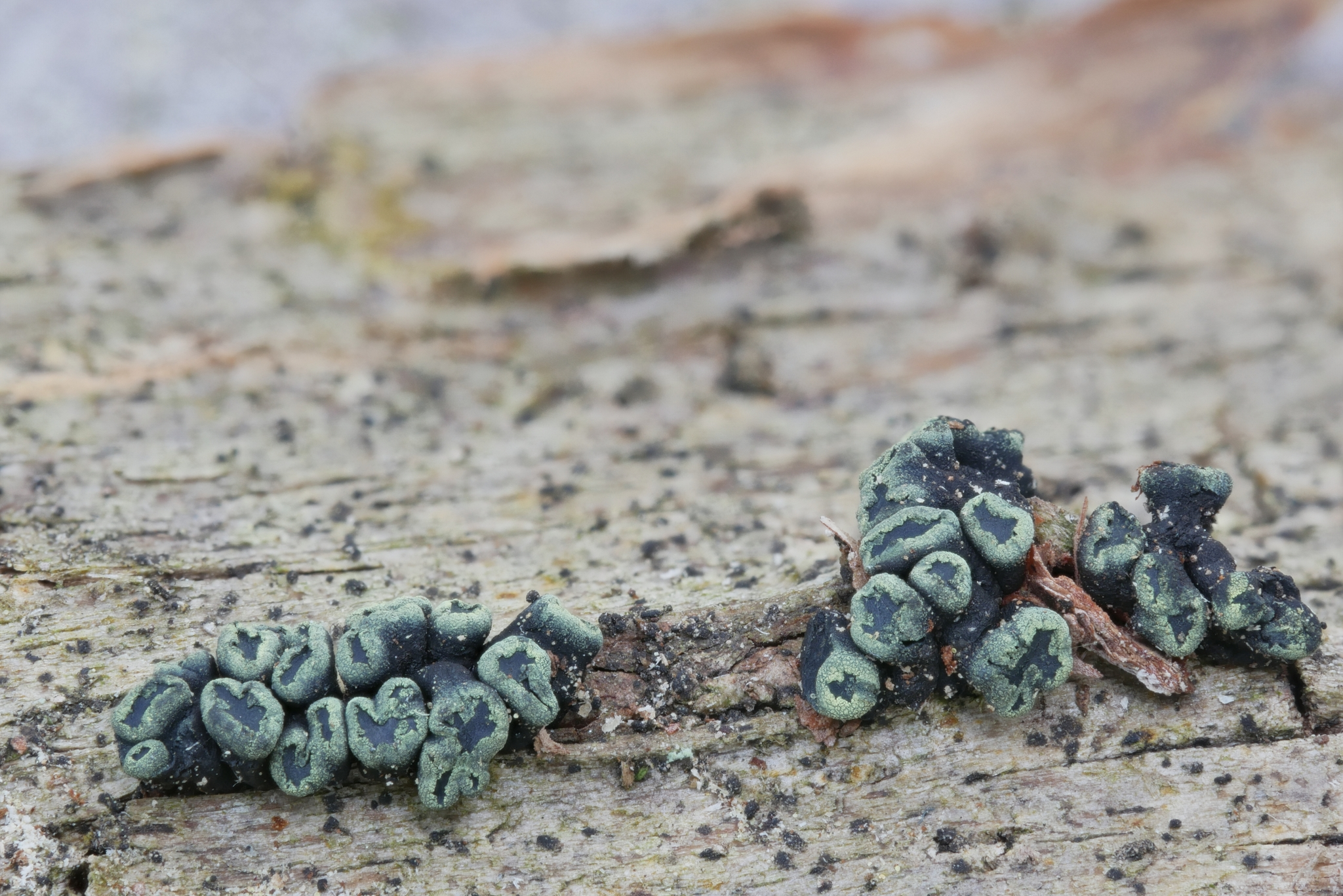
Erlen-Büschelbecherling Tympanis alnea

Die Leotiales bilden eine Ordnung der Schlauchpilze (Ascomycota).

## Merkmale
Die Leotiales bilden als Fruchtkörper Apothecien, die gestielt oder sitzend sind. Sie können keulenförmig, gewunden oder schildförmig geformt sein. In der Familie Tympanidaceae sind sie in ein Stroma eingebettet und zu mehreren Haufen zusammengefasst. Das äußere Excipulum besteht aus je nach Familie verschiedenen Gewebeschichten. Die Paraphysen sind fadenförmig, septiert oder unseptiert und verzweigt oder unverzweigt. Die Schläuche  sind vier-, acht- oder vielsporig, amyloid oder inamyloid und besitzen Haken, auch Croziers genannt. Die Sporen sind kugelig, elliptisch bis spindelförmig, unseptiert bis vielfach septiert und meist durchscheinend.

## Lebensweise
Die Vertreter der Leotiales haben sehr unterschiedliche Lebensweisen und besetzen unterschiedliche ökologische Nischen. Manche leben parasitisch bis saprob auf Pflanzen wie Vertretern der Gattung Tympanis, andere leben auf Lebermoosen, wobei nicht sicher ist, ob parasitisch oder als Flechtenbildner, so die Gattung Mniaecia. Vertreter der großen Gattung Leotia leben vermutlich auch saprob, mehrere Arten bilden auch eine arbutoide Mykorrhiza. Die Gattungen Alatospora und Flagellospora leben aquatisch.

## Systematik
Die Leotiales wurden 2001 von Richard Paul Korf und Pavel Lizoň erstbeschrieben, allerdings verwendete Steven E. Carpenter den Namen bereits 1988, allerdings noch nicht valide und mit dem Vorhaben, den Namen anstatt den Helotiales zu verwenden.
Mit Stand 2022 gehören nun folgende Familien zu den Leotiales:
- Cochlearomycetaceae mit zwei Gattungen
- Gallertkäppchenverwandte (Leotiaceae) mit vier Gattungen
- Lichinodiaceae mit einziger Gattung Lichinodium
- Mniaeciaceae mit zwei Gattungen
- Tympanidaceae mit sieben Gattungen

Innerhalb der Leotiales aber mit noch unsicherer Stellung sind folgende Gattungen:
- Alatospora mit vier Arten
- Aotearoamyces mit nur einer Art
- Flagellospora mit sechs Arten